# HS Девы
HS Девы (лат. HS Virginis) — новоподобная, двойная катаклизмическая переменная звезда (NL) или карликовая новая, катаклизмическая переменная звезда типа SU Большой Медведицы (UGSU) в созвездии Девы на расстоянии приблизительно 1150 световых лет (около 353 парсек) от Солнца. Звёздная величина диапазона синего (B) звезды — от +15,8m до +13m. Орбитальный период — около 0,0769 суток (1,8456 часа).
Открыта Ричардом Грином и др. в 1982 и 1986 годах**.

## Характеристики
Первый компонент — аккрецирующий белый карлик. Масса — около 0,68 солнечной.
Второй компонент — красный карлик спектрального класса M. Масса — около 0,153 солнечной, радиус — около 0,19 солнечного.